# Koroner
Koroner (ang. coroner) – w krajach anglosaskich urzędnik prowadzący śledztwo w sprawie nagłego, niespodziewanego lub przypadkowego zgonu, który nastąpił w sposób nienaturalny, w podejrzanych lub brutalnych okolicznościach. W przybliżeniu oznacza lekarza medycyny sądowej, a także biegłego sądowego, który zajmuje się wyjaśnieniem okoliczności i przyczyn śmierci oraz ustaleniem czasu śmierci osób, co do których zaistniało podejrzenie, że zmarły śmiercią nienaturalną. Synonimem koronera w języku amerykańskim jest medical examiner (M.E.), aczkolwiek koroner nie musi być z wykształcenia dyplomowanym lekarzem patologiem.

## Rys historyczny
W Anglii instytucja koronera pojawiła się w XII wieku (około 1101–1200 r.) i była najprawdopodobniej związana z historią Normanów. Pierwotnie koronerzy byli nazywani crowners (łac. corona, pol. korona). Ich zakres obowiązków zmieniał się w ciągu wieków, uległ uszczupleniu i obecnie urząd koronera obejmuje jedynie dochodzenie w przypadkach zgonów, które mogły nie wynikać z przyczyn naturalnych, np. dokument z 1926 ograniczył uprawnienia koronera oraz ustalił wymogi, które musiała spełnić osoba piastująca to stanowisko (prawnik lub lekarz mający pozwolenie na samodzielne wykonywanie zawodu).

## Koroner w USA
W USA ustawodawstwo dotyczące urzędu koronera jest zróżnicowane stanowo, a funkcja może być nadawana lub zdobywana w wyborach. W stanach, w których nie istnieje urząd koronera, jego funkcje wypełnia szeryf lub organy prawno-śledcze, albo specjalista patolog. W kilku stanach personel urzędu koronera składa się z patologów, toksykologów i chemików. Także osoba bez wykształcenia kierunkowego może pełnić obowiązki koronera i zlecać wykonanie sekcji zwłok lekarzowi. 

## Zawód koronera w Polsce
W Polsce koroner oznacza lekarza medycyny sądowej (potocznie nazywanego medykiem sądowym), którego praca polega na stwierdzaniu zgonów pacjentów. Jako odrębny zawód istnieje od 2002 roku, jego wprowadzenie miało na celu odciążenie lekarzy domowych i lekarzy pogotowia ratunkowego, a także zapobieganie pogrzebowej korupcji i handlowi zwłokami. Koronera obowiązuje tajemnica służbowa. 
Do obowiązków miejskiego koronera pracującego na zlecenie władz miasta w Polsce należy: stwierdzenie zgonu, ocena przyczyn śmierci (naturalne lub o podłożu kryminalnym), wystawienie odpowiednich dokumentów oraz prowadzenie ewidencji. 
Do stwierdzenia zgonu może zostać także wezwany lekarz rodzinny. W nagłych przypadkach stwierdzenia zgonu dokonuje lekarz z pogotowia ratunkowego. Również z zakładami pogrzebowymi współpracują lekarze, którzy posiadają uprawnienia do prawnego stwierdzenia zgonu. 
Do pełnienia funkcji pierwszych koronerów wybrano w Łodzi doświadczonych lekarzy medycyny sądowej, którzy dyżurują pod telefonem i współpracując z pogotowiem ratunkowym, będą powiadamiani o zgłoszeniach ewidentnych przypadków zgonu, aby udać się pod wskazany adres. Na wszelki wypadek koronerzy zostali także wyposażeni w aparaty, które są konieczne do udzielania pierwszej pomocy. 
Powszechne zatrudnianie koronerów wymaga dopasowania odpowiednich przepisów regulujących, kto może zgodnie z obowiązującym prawem dokonać aktu stwierdzenia zgonu ludzkiego. Uważa się, że lekarze medycyny sądowej posiadają odpowiednie wykształcenie i praktykę zawodową do pełnienia funkcji koronerów.